# الشعبة (القفر)

تعديل مصدري - تعديل

الشعبة محلة تابعة لقرية الرباط، التابعة لعزلة بني سيف العالي بمديرية القفر إحدى مديريات محافظة إب في الجمهورية اليمنية، بلغ تعداد سكانها 56 حسب تعداد اليمن لعام 2004.